# Oldham Island
Oldham Island ist eine Insel vor der Mawson-Küste des ostantarktischen Mac-Robertson-Lands. In der Utstikkar-Bucht liegt sie im östlichen Teil der Stanton-Gruppe.
Norwegische Kartographen, die sie als Andøya (norwegisch für Enteninsel) benannten, kartierten sie anhand von Luftaufnahmen der Lars-Christensen-Expedition 1936/37. Das Antarctic Names Committee of Australia hingegen benannte sie nach Wilfrid Hugh Oldham (1924–2020), Biologe und Geomagnetiker auf der Mawson-Station im Jahr 1955.